# Givenchy-le-Noble
Givenchy-le-Noble ist eine französische Gemeinde mit 152 Einwohnern (Stand 1. Januar 2022) im Département Pas-de-Calais in der Region Hauts-de-France. Sie gehört zum Arrondissement Arras, zum Kanton Avesnes-le-Comte und zum Gemeindeverband Campagnes de l’Artois.

## Lage
Die Gemeinde Givenchy-le-Noble liegt im Südosten des Artois, 23 Kilometer westlich von Arras. Nachbargemeinden von Givenchy-le-Noble sind Villers-Sir-Simon im Norden, Manin im Osten und Südosten, Lignereuil im Südwesten sowie Ambrines im Westen und Nordwesten.

## Bevölkerungsentwicklung
| Jahr                       | 1962 | 1968 | 1975 | 1982 | 1990 | 1999 | 2006 | 2013 | 2022 |
| -------------------------- | ---- | ---- | ---- | ---- | ---- | ---- | ---- | ---- | ---- |
| Einwohner                  | 138  | 144  | 134  | 160  | 158  | 146  | 142  | 152  | 152  |
| Quellen: Cassini und INSEE |      |      |      |      |      |      |      |      |      |

## Sehenswürdigkeiten

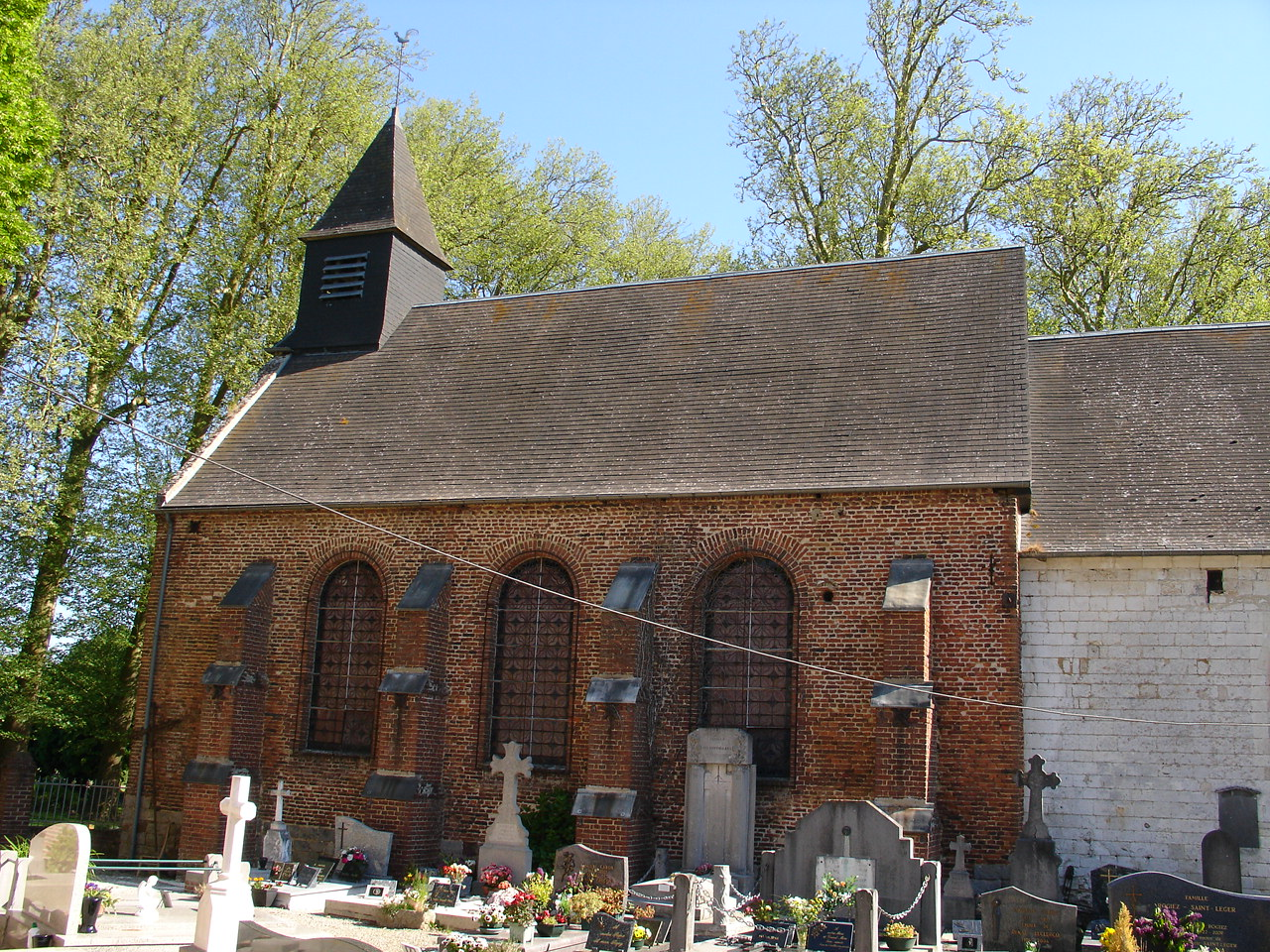
Kirche Sainte-Brigude
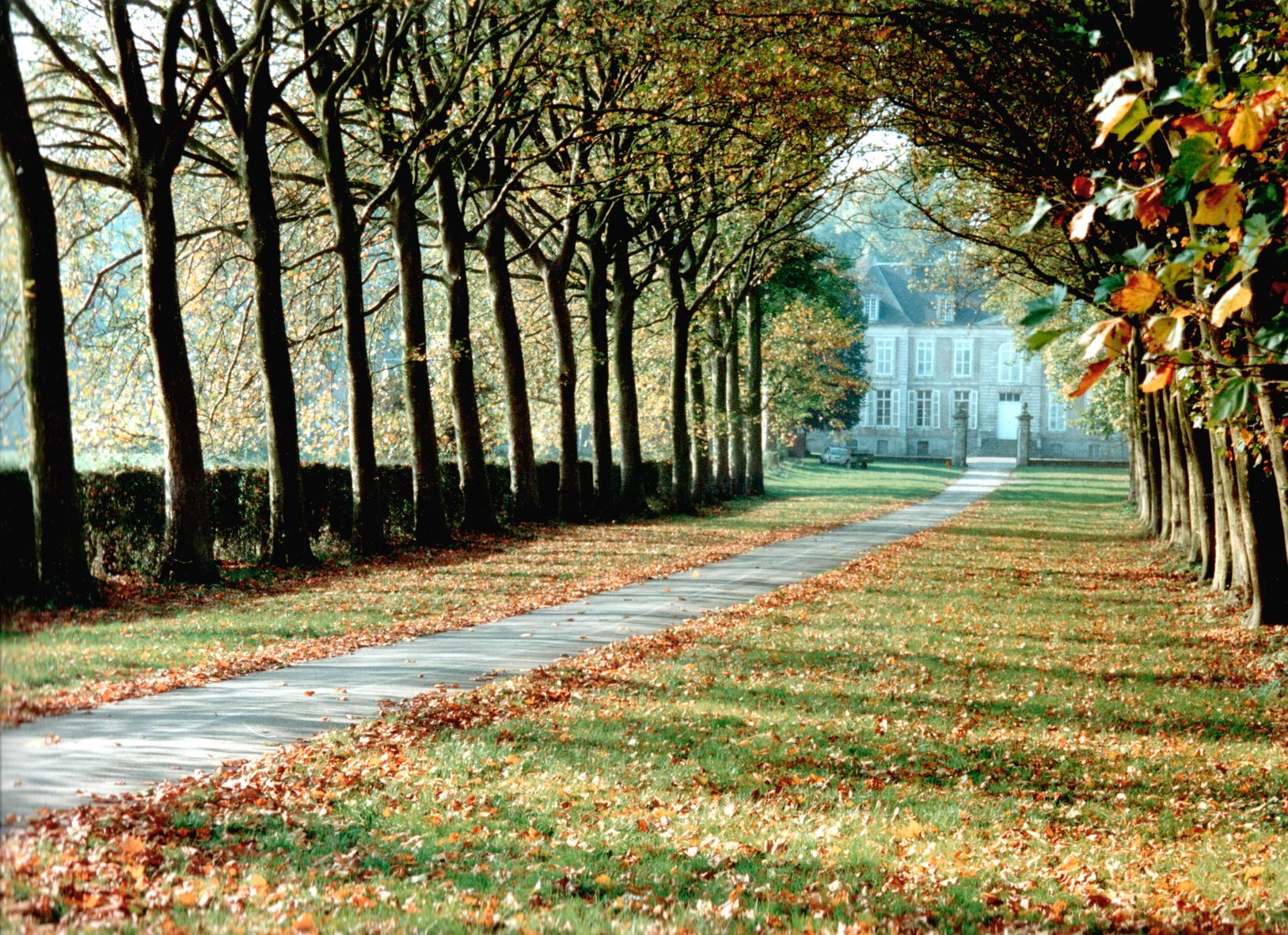
Blick zum Schloss
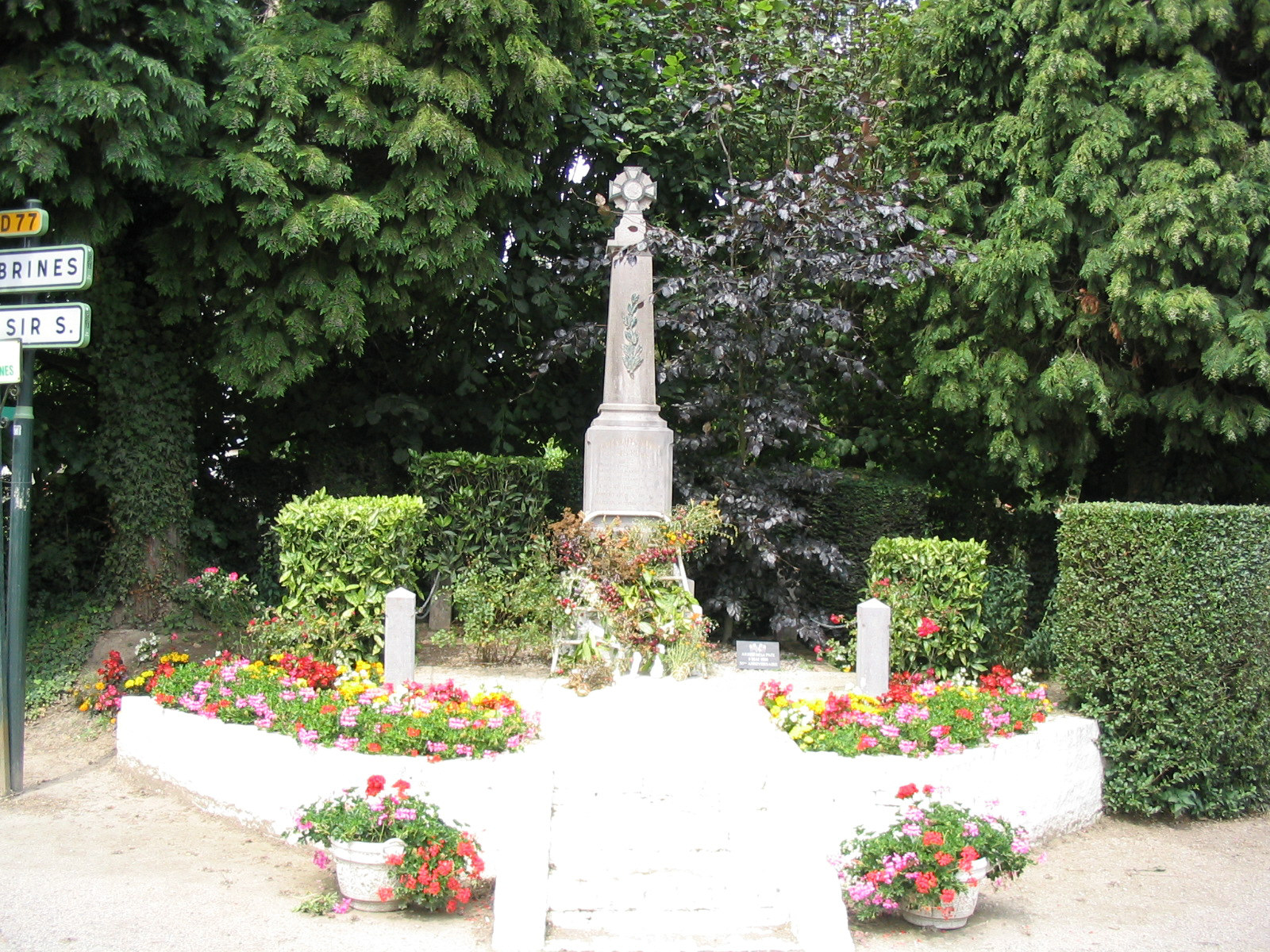
Gefallenendenkmal

- Schloss

- Kirche Sainte-Brigude
- Blick zum Schloss
- Gefallenendenkmal